# День зелені
День зелені (яп. みどりの日, Мідорі-но хі) — державне свято Японії. Починаючи з 2007 відзначається 4 травня; в 1989-2006 відзначався 29 квітня. Частина японського Золотого тижня.

## Історія
До 1989 29 квітня відзначався День народження імператора Сьова (Хірохіто). Після смерті Хірохіто було прийнято рішення залишити 29 квітня святковим днем. З політичних причин (Хірохіто був імператором під час Другої світової війни) було вирішено не називати свято в честь самого імператора. З декількох варіантів назв вибрали День зелені - Хірохіто був відомим поціновувачем живої природи .
Починаючи з 2007 свято в день народження Хірохіто називається Днем Сьова, а День зелені переміщений на до цього безіменний святковий день 4 травня.

## Див. Також
- Японські свята
- День посадки дерев